# Brad H. Cox
Brad H. Cox, född 3 mars 1980, är en amerikansk galopptränare. Han har tränat hästar som Monomoy Girl, Knicks Go, Covfefe och Essential Quality. 2020 tog han fyra vinster i Breeders' Cup-löp.

## Bakgrund
Cox föddes i Louisville, Kentucky den 30 mars 1980. Han växte upp endast två kvarter från Churchill Downs och hans far började ta honom till banan när han var fyra eller fem år gammal. Cox började tidigt intressera sig för sporten, och studerade Daily Racing Form vid tolv års ålder.
Cox första jobb inom sporten var som hot walker vid 13 års ålder, och arbetade sedan som hästskötare hos Burt Kessinger och Jimmy Baker. Han var sedan assisterande tränare hos Dallas Stewart i fem år innan han startade sin egen tränarrörelse vid 24 års ålder.
Han är för närvarande gift med veterinären Livia Frazar, som han träffade 2011. De har tillsammans sonen Brodie. Två söner från hans första äktenskap, Blake och Bryson, arbetar med honom i hans stall.

## Karriär
Cox tog sin första seger den 4 december 2004 med One Lucky Storm på Turfway Park. Sin första seger i ett stakeslöp kom 2005 med Tappin for Gold. Coxs framgångar var relativt måttliga under de första åren, och hans stall krympte vid ett tillfälle till endast två eller tre hästar. Cox byggde dock successivt upp sin kundkrets, som kom att omfatta medlemmar av Dubais kungafamilj, Juddmonte Farms och Spendthrift Farm.
Coxs rykte som en av de främsta galopptränarna började då han fick in Monomoy Girl i träning 2017, och hon segrade i flera anmärkningsvärda löp.